# Maiolati Spontini
Maiolati Spontini és un comune (municipi) de la província d'Ancona, a la regió italiana de les Marques, situat a uns 35 quilòmetres al sud-oest d'Ancona. És el lloc de naixement del gran compositor musical Gaspare Spontini, el nom del qual es va afegir al nom del municipi el 1939.
A 1 de gener de 2019 la seva població era de 6.201 habitants.
Maiolati Spontini limita amb els següents municipis: Belvedere Ostrense, Castelbellino, Castelplanio, Cupramontana, Jesi, Monte Roberto, Rosora i San Marcello.